# Григорий Синаит
Григорий Синаит е византийски православен духовник и писател.
Той е основоположник, практик и теоретик на исихазма – религиозно движение във Византия и на Балканите през XIV век.
Чества се като светец и един от най-големите исихасти, подвижници и духовни учители на Балканите от славянските православни църкви на 8 август (21 август стар стил) и от гръцката православна църква (на 27 ноември, както и на 11 февруари и 6 април).
Роден е в Клазомена край Кукул (Мала Азия). Получава добро образование като син на заможни родители.
При османско нашествие Синаит попада в плен и е продаден като роб в Леокардия. След като е откупен от местните жители, никога не се връща в родното си място и известно време живее на остров Крит.

## Религиозна дейност
След това става монах в Синай, където получава прозвището Синаит. В Синай бързо се издига и създава школа в духа и традициите на аскетизма. Дейността му предизвиква реакция у някои монаси и Григорий Синаит е принуден да напусне Синай.
Известно време той пътува и обикаля почти всички големи манастири на остров Крит и в Ерусалим, където изучава многовековния опит на византийското монашество. Натрупал нови познания, Григорий Синаит отсяда в Атон, където намира благоприятна атмосфера за разпространяване на своите възгледи. Монашеството в Света гора не е чуждо на мистичния дух в православието и лесно възприема новото учение за „праксиса“ и „теорията“, в което Григорий Синаит провъзгласява мистичното съзерцание“ (т.нар. „умна молитва“) като единствено и най-висше средство за индивидуално „сливане“ на човека с бога.
Едно от нападенията на турците го прогонва от Атон и той отново обикаля няколко години по другите църковни средища – Солун, Константинопол и остров Хиос, като накрая основава свой манастир в местността Парория (в Странджа), където събира значителен брой ученици – ромеи и българи. В Парория под негово ръководство получават исихастика и книжовно обучение известни личности от византийската църква, между които неговият бъдещ биограф и цариградски патриарх Калист, както и български духовници и книжовни дейци – Теодосий Търновски, Дионисий, Роман, Ромил и др. Манастирът, основан от Григорий Синаит, се е радвал на щедрата подкрепа и материална помощ на българския цар Иван Александър.
Григорий Синаит е известен най-вече като практик на исихазма. Теоретическото изясняване на това учение и окончателното му признаване от църквата до голяма степен е заслуга на неговия съидейник – солунския архиепископ Григорий Палама.
Григорий Синаит умира в Парория през 1346 г.

## Книжовна дейност
Григорий Синаит е автор на няколко съчинения, повечето свързани с борбата за утвърждаване на исихазма. Книжовната си дейност той започва още в Синай, но най-значимите си творби създава в Атон и Парория. Неговите възгледи се оформят под влиянието на видните византийски аскети и мистици Йоан Лествичник, Дионисий Ареопагит, Максим Изповедник, Симеон Нови Богослов, Диадох, Филотей Синаитски и др.
Най-значимата творба на Григорий Синаит – „Глави с акростих много полезни“, представя свободно наредени един след друг духовни афоризми, догматични сентенции, наставления и съвети за монашеския живот, обединени тематично в отделни глави, в които се набляга на уединението и съзерцателния живот. Влиянието на „Лествицата“ на Йоан Лествичник се чувства както във възгледите на автора, така и в композицията на творбата.
Към тази голяма сбирка Григорий Синаит прибавя и други глави, с ярко изявена мистична насоченост, както и някои по-къси трактати върху същността на исихията и молитвата, и едно съчинение за страстите и помислите, които пречат на съзерцанието. Той е смятан за автор и на няколко църковно-поетични произведения – тропари за Св. Троица, литургични канони за Христос, за Кръста и за някои светии. Допуска се, че е написал служба за Св. Петка Епиватска. Един сръбски сборник му приписва канони за светците за цялата година.
Тъй като всички произведения на Григорий Синаит не са издадени, обемът на неговото книжовно наследство още не е напълно известен. Съчиненията и учението му имат голямо значение за бурния духовен живот в България през втората половина на XIV в. Неговите ученици застават начело на книжовния и литературен живот на страната; техните усилия довеждат до разцвета на българската култура по онова време.

## Изследвания
- Алексий, еп. Сумский. Византийские церковные мистики ХIV века: Препод. Григорий Палама, Николай Кавасила и препод. Григорий Синаит. Казань, 1906.
- Wassil Pandursky, Gregorios Sinaites und seine Mystik (Diss. Marburg), 1945.
- Émile Turdeanu, La littérature bulgare du XIVe siècle et sa diffusion dans les pays roumains, Paris 1947, 5 ff.
- J. Meyendorff, Introduction à l'étude de Grégoire Palamas, Paris, 1959.
- F. Halkin, Un ermite des Balkans au XIVe siècle. La Vie grecque inédite de saint Romylos. – Byzantion, 31, 1961, 111 ff.
- Eiji, Hisamatsu, Gregorios Sinaites als Lehrer des Gebetes, (Münsteraner Theologische Abhandlungen 34), Altenberge, 1994.
- Петр (Пиголь), игумен. Преподобный Григорий Синаит и его духовные преемники[неработеща препратка]. М., 1999;
- М. М. Бернацкий, А. А. Турилов, А. Риго. Григорий Синаит, прп.

## Издания
- Соколов, И. И. Житие иже во святых отца нашего Григория Синаита. М., 1904.
- Житие Григория Синаита, составленное Константинопольским патриархом Каллистом. Текст слав. перевода Жития по рукописи XVI в. и ист.-археол. введ. Посмертный труд П.А. Сырку. СПб., 1909.
- Преподобный Григорий Синаит. Творения. Пер. с греч., прим. и предисл. еп. Вениамина (Милова). М., 1999.
- Святитель Каллист, Архиепископ Константинопольский. Житие Преподобного Григория Синаита. [Вступ. статья и комм. Г. Бейер]. Сергиев Посад, 2005.
- Каллист I, патриарх Константинополя. Житие и деятельность иже во святых отца нашего Григория Синаита. Екатеринбург, Изд-во Урал. ун-та, 2006 (Тексты и исследования по духовной истории, 2)